# Georg Giese
Georg Giese (nazwisko pisane też Gisze, Giesse, Gyse) (ur. 2 kwietnia 1497 w Gdańsku, zm. 3 lutego 1562 tamże) – polski kupiec, członek Rady Miejskiej, burgrabia królewski w Gdańsku.

## Życiorys
Urodził się jako syn rajcy Albrechta Giesego i jego żony Elżbiety z domu Langenbeke w patrycjuszowskiej rodzinie gdańskiej. Jego starszym bratem był biskup chełmiński, a później warmiński Tiedemann Giese. Kształcąc się w zawodzie kupieckim odbył praktyki w licznych kantorach rodzinnych. W 1532 przebywał w hanzeatyckim kantorze w Londynie, tzw. Stalhof. W 1535 wrócił do Gdańska i ożenił się z Christine, córką toruńskiego rajcy Tiedemanna Krügera. Jako brat biskupa Tiedemanna Giesego otrzymał 27 lutego 1536 na sejmie piotrkowskim nobilitację. W tym samym roku został ławnikiem, a w 1545 rajcą gdańskim. Reprezentował miasto na zjazdach Hanzy. Jako przedstawiciel Gdańska wziął udział w tajnej naradzie Rady Pruskiej 11-12 lipca 1547 w Gietrzwałdzie, na której omawiano sytuację Prus Królewskich po klęsce protestantów w I wojnie szmalkaldzkiej, a także (wraz z burmistrzem Johannem von Werdenem) w poselstwie stanów pruskich na sejm piotrkowski od listopada 1548 do 1549. Ponadto reprezentował miasto na zjazdach Hanzy i sejmikach generalnych Prus Królewskich. W latach 1554 i 1558 był burgrabią królewskim w Gdańsku.
Po śmierci został pochowany w kościele Mariackim w Gdańsku.
Pozostawił dziesięcioro dzieci, z których Aleksander był burmistrzem w Toruniu, a Tiedemann (1543-1582) doktorem praw, sekretarzem królewskim i dyplomatą, nieoficjalnym reprezentantem Gdańska na dworze polskim, zaufanym Jana Zamoyskiego; w służbie Zygmunta Augusta i Stefana Batorego realizował liczne misje dyplomatyczne, szczególnie w Prusach Książęcych i Królewskich.